# Colònia Castells
La Colònia Castells era un conjunt urbà del barri de les Corts de Barcelona, actualment desaparegut, i del que la major part del solar ha estat convertit en parc públic, inaugurat el 2024.

## Història i descripció
A mitjan segle xix, l'adober Josep Bonafont i Eras (†1860) era establert al carrer de Sant Pau, 83 (antic 42) de Barcelona i es va especialitzar en xarols. El 1859, Josep Bonafont i Capella (probablement fill de l'anterior) va adquirir en emfiteusi una peca de terra de 6 mujades al seu sogre Miquel Roig i Rom, que l'havia adquirida el 1843 procedent de la desamortització del convent dels Agustins. Bonafont hi va fer construir una casa-fàbrica de planta baixa i nou «quadres», i el 1860, la raó social Vídua de Josep Bonafont i Eras es va presentar a l'Exposició de Barcelona. La seva àmplia producció, desde de xarols de pella dobada per a diversos usos (sabates, suadors de barrets, selles de muntar, botes als oficials de l'exèrcit, corretjam) fins a hules i teles xarolades (encerats), d'una qualitat comparable als productes alemanys, va merèixer els elogis del cronista Orellana. El 1861, l'empresa era valorada en 5.200 rals, dels quals 4.100 corresponien a l'edifici i 1.100 a l'utillatge.
Després de fer fallida, el 1874 el també xarolista Manuel Castells i Carles (La Pobleta de Bellveí, 1843-Barcelona, 1904), va comprar la casa-fàbrica i els terrenys i hi començà a produir hules i teixits encerats. El 1878, l'Ajuntament de les Corts va aprovar un projecte d'urbanització que incloïa un carrer anomenat de Jordà (actualment Montnegre), i un altre de perpendicular, anomenat de Castells. A la seva mort, Manuel Castells fou succeït per la seva vídua Maria Juncosa i Ripoll, que va continuar el negoci sota la raó Vídua de Manuel Castells. El 1911, també morí aquesta, i la propietat va ser repartida entre els seus fills Agustí i Manuel Castells i Juncosa. El primer es va quedar amb la casa-fàbrica, ara destinada a la producció de vernissos, i el segon, amb els terrenys al sud del carrer de Montnegre  (de 11.536 m²), però va morir el 1912, i la finca va quedar en usdefruit de la seva vídua Maria Dolors Barnola i Grau i en herència de la seva filla Maria Castells i Barnola.

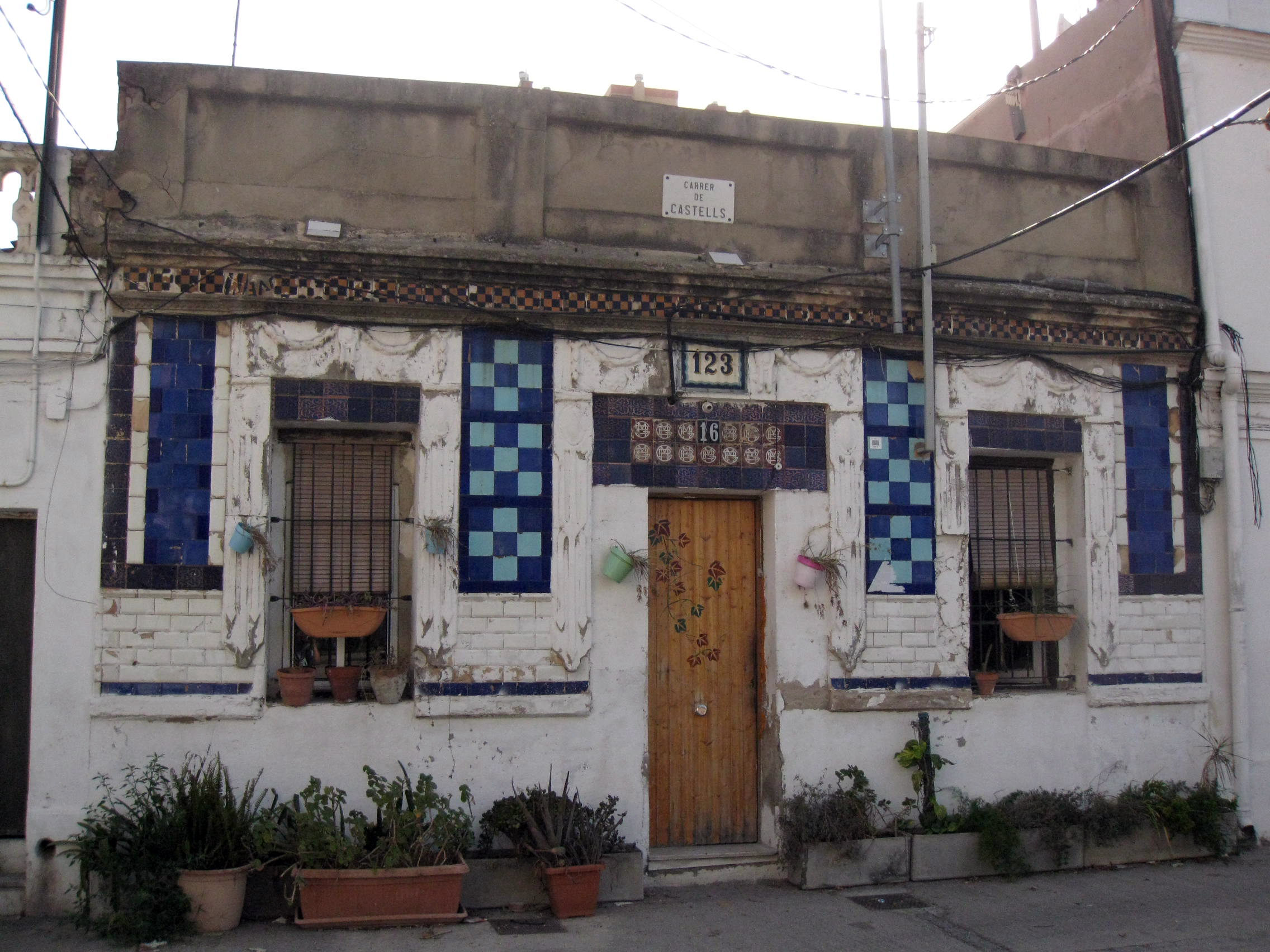
Casa al carrer de Castells

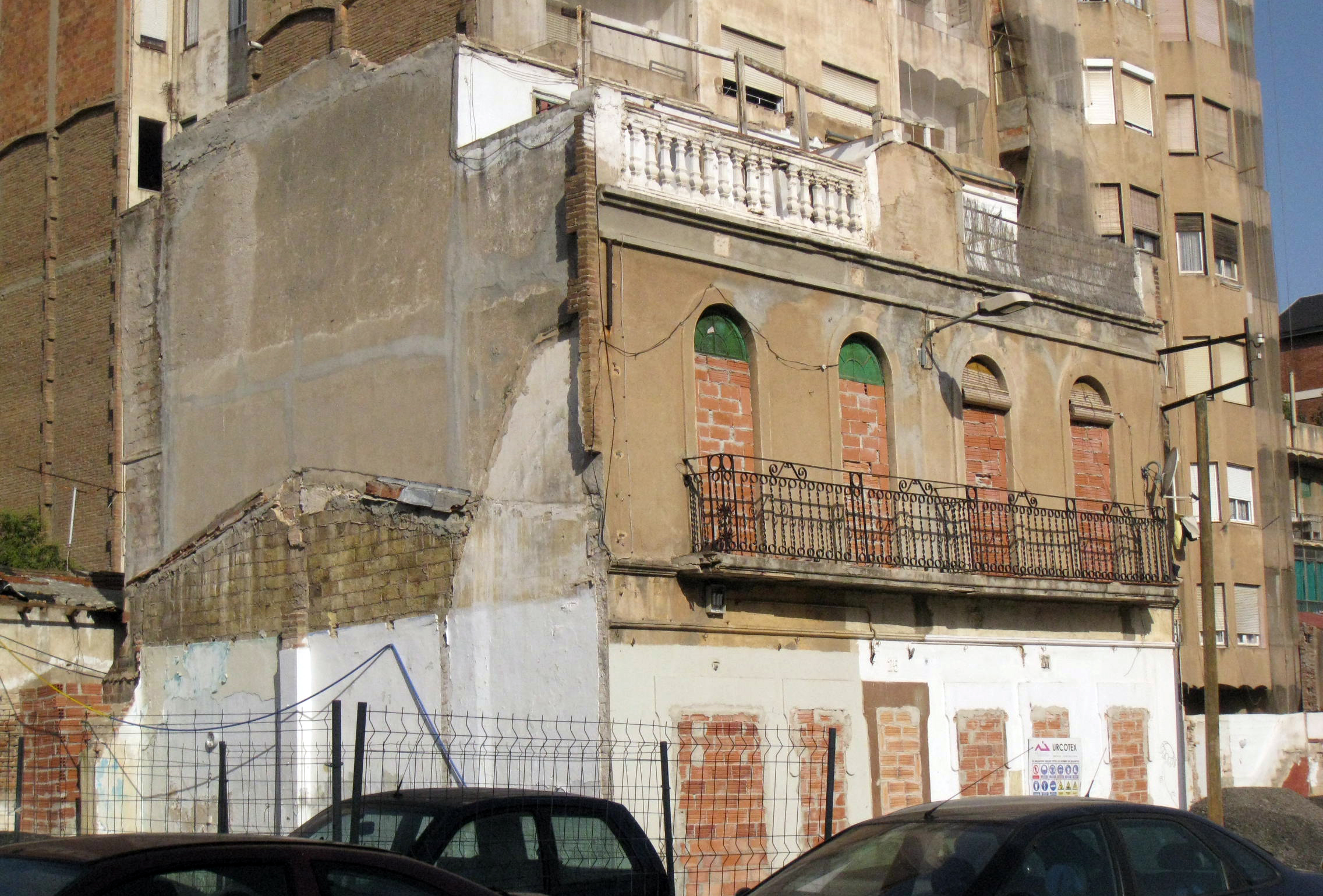
L'única casa del passatge de Barnola

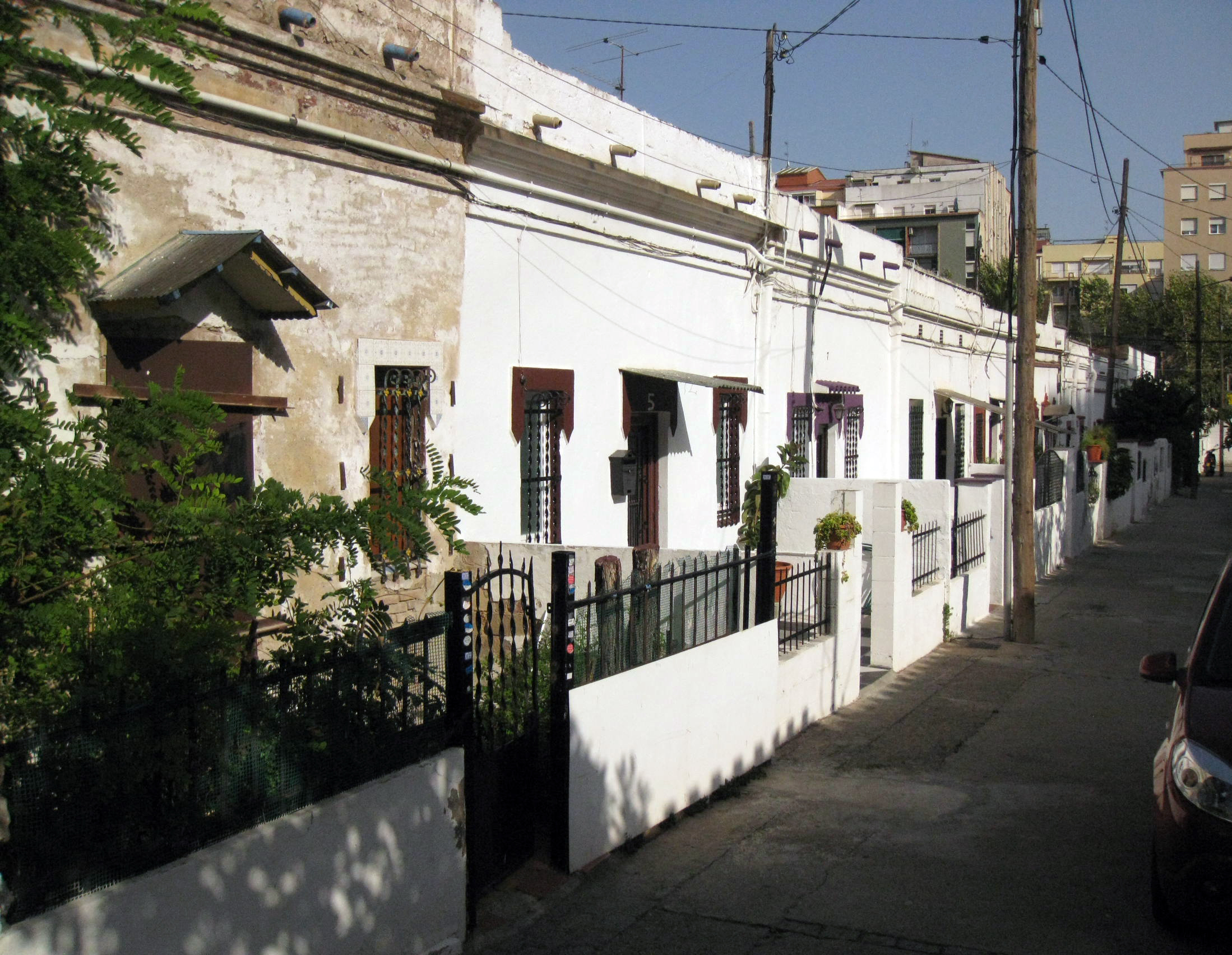
Passatge de Piera

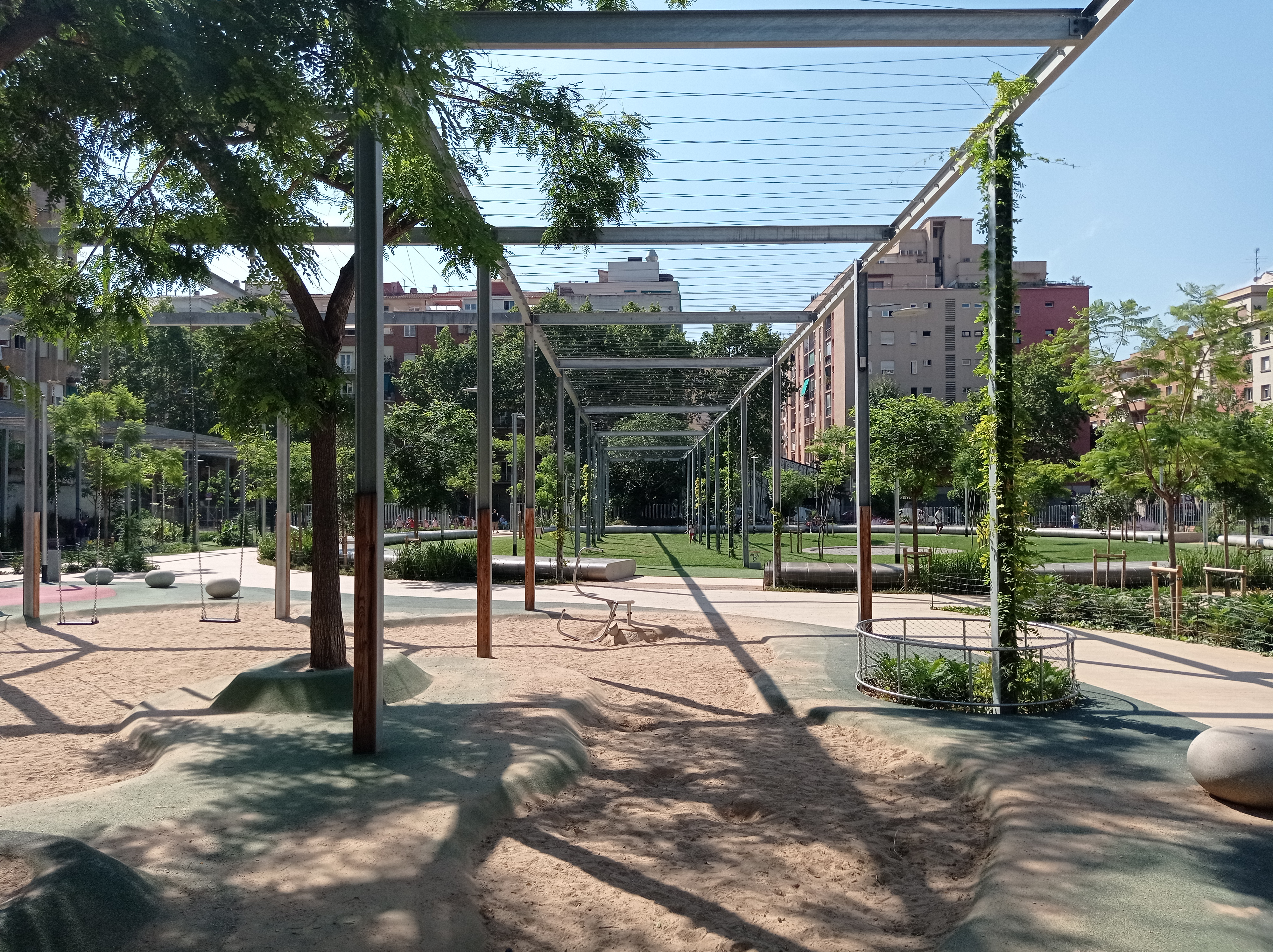
Parc de la Colònia Castells

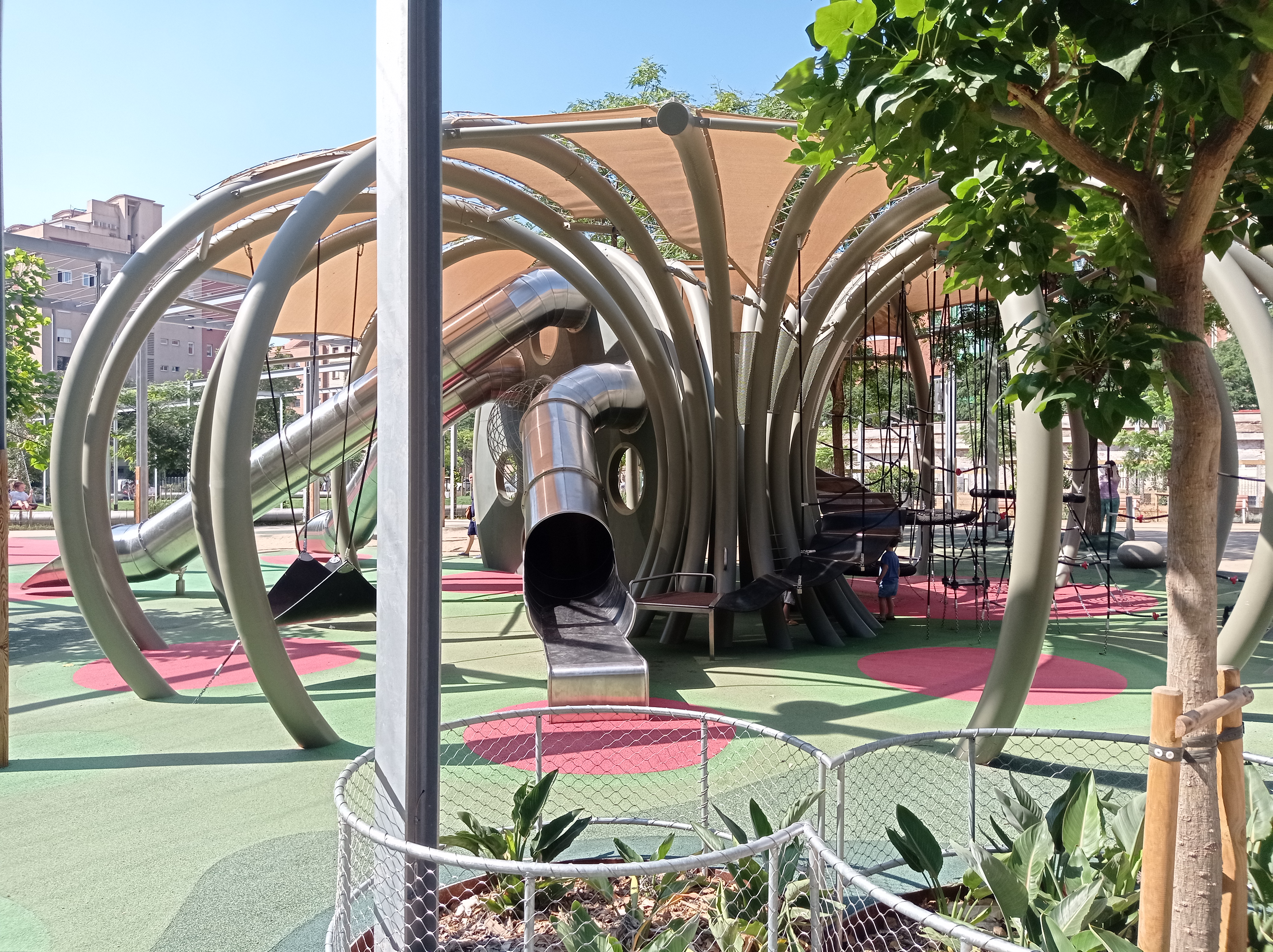
Tobogan amb forma d'eriçó de mar

El febrer del 1923, i per iniciativa de Maria Dolors Barnola i el seu segon marit Ricard Martínez Torres, el constructor Vicenç Fenollosa va presentar un projecte per a la construcció de 20 cases barates per a famílies obreres al voltant d'un passatge, signat per l'arquitecte Josep Capdevila. Tenien 6 m de façana i 30 m² útils, amb tres habitacions, una cuina-menjador, un pati al davant de 7,5 m de fons i una altre al darrere de poc més d'1 m amb lavabo. El mes següent, van demanar permís per a augmentar-ne el nombre de cases fins a 117, amb tres passatges paral·lels (anomenans Castells, Barnola i Maria per la família promotora), d'uns 100 m de llarg per 2,5 m d'ample, amb un passatge transversal de 5 m d'ample que els unia. La façana quedava reduïda a 5 m, i el jardí davanter a 3 m, tot i que les cases conservaven els 6 m de profunditat. Les obres començaren aquell mateix estiu, però foren paralitzades l'agost per la denúncia de cinc propietaris de la zona, entre ells Agustí Castells, el que motivà una inspecció que hi descubrí diverses irregularitats, i finalment, les obres van ser represes el novembre. Poc després, el febrer del 1924, Vicenç Piera i Galtés va promoure 40 cases (tot i que només se'n construïren poc més de la meitat) en un solar adjacent, l'anomenat Camp del Soldat. Tenien 34 m², amb patis al davant (tancat per reixes, algunes de les quals estaven ornamentades amb flors i arbredes) i al darrere, a banda i banda d'un passatge de 5 m d'amplada, que fou batejat amb el seu nom.
El 1928, el barri ja era consolidat, si bé la família promotora només havia construït poc més de la  cinquena part de les cases, ja que des bon començament va anar venent parcel·les. Aquesta diversificació de propietaris explica l'heterogeneïtat de les edificacions, entre les quals hi havia alguns blocs de dos o tres pisos. La colònia va ser poblada sobretot per immigrants d'Andalusia, Aragó, Castella, Múrcia i València, atrets per la demanda de treball per a les obres de l'Exposició Internacional de 1929. També comptava amb diversos comerços, així com una petita escola i la presència d'un sereno. Des dels anys 1960, va començar a sentir els efectes de l'especulació immobiliària, que fomentava edificis més alts i densament poblats, amb el que va començar a perdre la població original. A més, els terrenys van ser requalificats com a zona verda en el Pla General Metropolità de 1976. No obstant això, el procés de desallotjament es va prolongar durant 40 anys, fet que va provocar que la zona s'anés degradant. El 2002 es va aprovar un pla urbanístic que hi preveia una promoció d'habitatges de protecció oficial, una escola, una zona verda i diversos equipaments. Llavors encara vivien 220 famílies, que van ser desnonades.
L'octubre del 2010 hi van començar els enderrocaments, encara que es van deixar nou cases de record al passatge de Piera, pendents de rebre un ús comunitari, així com les façanes de les cases equivalents de l'altre costat del passatge.

### Parc
Tot i que l'elaboració del projecte va comptar el 2018 amb un procés participatiu, les obres van començar sense el consens veïnal i, fins i tot, una plataforma de diverses entitats en va demanar la paralització de les obres i va presentar una proposta alternativa. En particular, consideraven que instal·lació de pèrgoles al lloc dels antics passatges desvirtuava la memòria històrica de la colònia. El nou parc es va obrir al públic el 2024. Amb una superfície de 9.602 m², s'articula al voltant d'una plaça central i compta amb una àrea de joc infantil —a la qual destaca un gran tobogan amb forma d'eriçó de mar—, així com aparells de gimnàstica, una pèrgola amb plantes enfiladisses i horts urbans, a més dels habituals elements de mobiliari urbà. Les obres han tingut un pressupost de 3,64 milions d'euros.
La vegetació s'ha plantat pensant en criteris de sostenibilitat vers al canvi climàtic, amb sistemes de drenatge per a aprofitar l'aigua de pluja. Es van plantar 161 arbres nous, entre els quals destaquen espècies com xicrandes, tipuanes, iuques, bellaombres i nesprers del Japó. També es va efectuar una prova pilot d'instal·lació de gespa artificial.